# Ménarmont
Ménarmont é uma comuna francesa na região administrativa do Grande Leste, no departamento de Vosges. Estende-se por uma área de 5.24 km². Em 2010 a comuna tinha 71 habitantes (densidade: 13,5 hab./km²).